# Górki Śląskie (przystanek kolejowy)
Górki Śląskie – przystanek kolejowy położony we wsi Górki Śląskie w powiecie raciborskim, w gminie Nędza.

## Ruch pasażerski
| Rok  | Wymiana pasażerska na dobę |
| ---- | -------------------------- |
| 2017 | 50-99                      |
| 2022 | 50-99                      |